# A szél dühe
A szél dühe (eredeti cím olaszul: La collera del vento, spanyolul: La cólera del viento) 1970-ben bemutatott spanyol–olasz társadalmi, romantikus filmdráma, westernfilm. Főszereplője Terence Hill. A film rendezője Mario Camus, producerei Mario Cecchi és Gori Marciano De La Fuente. A forgatókönyvet Manolo Marinero írta, a zenéjét Augusto Martelli szerezte. A mozifilm a Cesáreo González Producciones Cinematográficas és Fair Film gyártásában készült. 
Olaszországban 1970. december 4-én mutatták be a mozikban, Magyarországon 1989-ben adták ki VHS-en.

## Cselekménye
A 19. század vége, Spanyolország.
Marco és öccse, Jacobo profi bérgyilkosok. Egy sikeres akciójuk után nagy összegű megbízást kapnak. Egy távoli faluba kell menniük és ott megölni két személyt, akik a betakarító munkásokat arra buzdítják, hogy követeljenek jobb munkakörülményeket és jobb fizetést. Amit kérnek, nem túlzás, kevesebb, mint amennyi kárt egy rossz évszak okoz a termésben. Marco egy fogadóban száll meg, ahol megakad a szeme a fogadósnőn, Soledadon, és ő sem közömbös iránta. Marco lelövi az egyik lázítót, míg Jacobo a másikat. Még egy plusz megbízást is kapnak: az egyik földesúr, Don Antonio enyhébb feltételeket szab a munkásoknak, így azok őhozzá mennek dolgozni, így őt is meg kell ölniük. Azonban a megbízójuk, Don Lucas, egy helyi földesúr el akarja hallgattatni Jacobót, emberei több golyót eresztenek belé, amikor a fizetségért megy. Jacobo el tud lovagolni a fogadóig, ahol elmondja bátyjának, hogy elárulták őket, majd meghal. Marco bosszút esküszik. Felégeti megbízójuk búzatermését, lerombolja a fából készített vízvezetéküket, kiengedi fekete szarvasmarha-csordáját... Majd észrevétlenül behatol a lakosztályába, amit sok fegyveres őriz, és a megbízó fiát túszként magával viszi. Fegyveresek indulnak utána, és a mezőn utolérik, amikor a földesúr nagyobbik fiát a lova után megkötözve vonszolja. A fegyveresek rálőnek, és Marco leesik a lóról, ami megvadulva magával vonszolja a megkötözött túszt. A másik fiú megközelíti a lelőtt Marcót, aki azonban nem halt meg, hanem lelövi a kisebbik fiút. A másik a ló utáni vonszolásban hal meg.
Marco és a fogadósnő találkoznak a mezőn. A nő kéri, hogy vigye magával, de Marco elmondja neki, hogy ebből az életmódból nem tud kilépni, és jobb, ha elfelejti.
Marco vonatra száll. A vonaton két rendesen öltözött, de gyanúsan viselkedő férfi ül le vele szemben. Marco a pisztolya felé nyúl. Ekkor azonban észreveszi, hogy Soledad éppen a vonat mellett lovagol, akit a két férfi hirtelen célba vesz. Marco az ablakhoz tapadva saját testével védi a nőt. A férfiak rengeteg golyót eresztenek belé, Marco meghal.

## Szereplők
| Szereplő                       | Színész                 | Magyar hang            |
| ------------------------------ | ----------------------- | ---------------------- |
| Marco                          | Terence Hill            | Ujréti László          |
| Jacobo                         | Mario Pardo             | Rátóti Zoltán          |
| Tanító                         | Carlo Alberto Cortina   | Gruber Hugó            |
| Ramón                          | Máximo Valverde         | Szersén Gyula          |
| José, a kovács                 | Ángel Lombarte          | Kránitz Lajos          |
| Don Lucas                      | William Layton          | Bitskey Tibor          |
| Don Antonio                    | Fernando Rey            | Szabó Ottó             |
| Soledad                        | Maria Grazia Buccella   | Némedi Mari            |
| Agustín                        | Manuel Alexandre        | Surányi Imre           |
| Rafael                         | Manuel de Blas          | Jakab Csaba            |
| Felbérlő                       | José Manuel Martín      | Szoó György            |
| Lehrer Tonio (Maestro)         | Carlos Otero            | Csikos Gábor           |
| Carlos                         | Andrés Resino           | Sinkovits-Vitay András |
| Férfi a fogadóban              | Fernando Sánchez Polack | Orosz István           |
| Bíró                           | N/A                     | Makay Sándor           |
| Tizenhat éves lány a fogadóban | N/A                     | Csere Ágnes            |
| ismeretlen szereplő            | N/A                     | Beregi Péter           |

A fenti magyar szinkron 1989-ben készült a KK TV Stúdiójában a Hungarovideo forgalmazásával.

## Megjelenése
Magyarországon a szinkronos DVD 2010. június 1.-jén jelent meg az Ultrafilm Kft. forgalmazásában.

## Bevételek
Spanyolországban 19 millió spanyol peseta.

## Forgatási helyszínek
- Almonte, Huelva, Andalúzia, Spanyolország
- El Rocío, Almonte, Huelva, Andalúzia, Spanyolország
- Niebla, Huelva, Andalúzia, Spanyolország
- Parque Nacional de Doñana, Andalúzia, Spanyolország
- Playa de Matalascañas, Almonte, Huelva, Andalúzia, Spanyolország
- Rociana del Condado, Huelva, Andalúzia, Spanyolország
- Sevilla, Andalúzia, Spanyolország
- Villarrasa, Huelva, Andalúzia, Spanyolország

## Érdekesség
- A film érdekessége, hogy állítólag ez az egyetlen olyan film, amiben Terence Hill a szerepe szerint meghal.
- Négy évvel későbbi Manuel de Blas ismét együtt játszott Különben dühbe jövünk című filmben Terence Hillel. Ő alakította a zenész-bérgyilkos Paganinit, aki egy hegedűtokban rejtegeti fegyverét.
- Szintén látható ebben a filmben José Manuel Martín, aki már a legelső Terence Hill-Bud Spencer filmben, az Isten megbocsát, én nem-ben is látható volt.

## Televíziós megjelenések
ATV 